# Dobrovolný svazek mikroregionu Němčicko
Dobrovolný svazek mikroregionu Němčicko je dobrovolný svazek obcí v okresu Prostějov, jeho sídlem jsou Němčice nad Hanou a jeho cílem je rozvoj obcí mikroregionu, formování stylu života v obcích, spolupráce a pomoc při všech činnostech. Sdružuje celkem 16 obcí a byl založen v roce 1999.

## Obce sdružené v mikroregionu
- Dobromilice
- Doloplazy
- Dřevnovice
- Hruška
- Koválovice-Osíčany
- Mořice
- Němčice nad Hanou
- Nezamyslice
- Pavlovice u Kojetína
- Pivín
- Srbce
- Tištín
- Tvorovice
- Víceměřice
- Vitčice
- Vrchoslavice